# Ska jazz
Lo Ska jazz è un genere musicale derivato dalla fusione del contenuto melodico del jazz con il contenuto ritmico e armonico della prima musica giamaicana introdotto dai "Padri dello Ska" alla fine degli anni '50. Il movimento ska-jazz ha avuto inizio negli anni '90 a New York e Londra, dove pionieri del jazz d'avanguardia e musicisti reggae hanno spinto i confini della musica reggae. Era una combinazione delle tradizioni con le tendenze moderne, usando il ritmo reggae insieme all'improvvisazione e le alte armonie del jazz, principalmente con corni e percussioni.

## Origini
Il termine Ska-Jazz è stato coniato da Rock Steady Freddie (Fred Reiter) del New York Ska-Jazz Ensemble nel 1994. Lo ska jazz è a volte considerato un sottogenere della terza onda ska, ma i primi artisti come Tommy McCook si consideravano essenzialmente musicisti jazz. Prima di Rock Steady Freddie, Ska-Jazz era solo un'altra fiammata di jazz senza il suo nome. Nello Ska jazz l'improvvisazione jazz è comunemente usata. Le band Ska Jazz di solito contengono una o due chitarre elettriche, un basso, tastiere, una batteria e una sezione di fiati, composta da qualsiasi combinazione dei seguenti elementi: tromba, trombone, sassofono contralto, sassofono tenore e sassofono baritono. Occasionalmente ci possono essere uno o più cantanti, ma il genere è principalmente concentrato su brani strumentali. Gli ottoni di solito eseguono la melodia e ci sono molti assoli improvvisati. La sezione ritmica pone accenti su ritmi sincopati, dando così alla musica una sensazione diversa rispetto al jazz classico.
Fin dalla sua nascita alla fine degli anni '50, lo ska è stato un genere caratterizzato da diaspore fisiche e culturali e da un'apertura al prestito di musica dal di fuori delle sue origini. La storia dello ska e del jazz viaggia attraverso i confini nazionali e si integra con altri stili musicali, rendendola una delle forme più ibride e transnazionali di musica popolare del dopoguerra.

## I primi jazzisti giamaicani
- The Skatalites
- Tommy McCook
- Roland Alphonso
- Don Drummond
- Ernest Ranglin
- Jackie Mittoo

## Artisti di spicco
- Jazz Jamaica
- The Orobians
- Victor Rice
- Rotterdam Ska-Jazz Foundation
- Saint Petersburg Ska-Jazz Review
- David Hillyard And The Rocksteady Seven
- The Cat Empire
- New York Ska-Jazz Ensemble
- Tokyo Ska Paradise Orchestra
- Melbourne Ska Orchestra
- Quito Ska Jazz
- Kingston Rudieska
- Montréal Ska-Jazz Ensemble
- The Articles
- Satelite Kingston